# Готч, Томас Купер
То́мас Ку́пер Готч (англ. Thomas Cooper Gotch; 10 декабря 1854, Кеттеринг — 1 мая 1931, Ньюлин, Корнуолл) — английский художник — постимпрессионист, символист и прерафаэлит, известный представитель Ньюлинской школы живописи.

## Жизнь и творчество
Томас Готч родился в зажиточной семье. После окончания школы некоторое время работал в обувном магазине своего отца. В 1876 году поступает в художественную школу Хертерли. В 1877 году учится в Королевской академии изящных искусств в Антверпене, в 1878 — лондонской Школе изящных искусств Слейд, где знакомится с художником Генри Скоттом Туком, ставшим на всю жизнь другом Готча, а также со своей будущей женой Кэролайн Бурланд Йейтс. В 1881 году Томас и Кэролайн венчаются в церкви Св. Петра в городке Ньюлин, в Корнуолле, который посещали и раньше, а затем приезжают в Париж и поступают там в Академию Жюлиана. В 1882 году в Париже у Готчей рождается дочь; вскоре после этого они уезжают в Австралию и некоторое время живут в Мельбурне.
После возвращения в Англию Т. Готч выступает против консервативных традиций Королевской академии художеств, и в 1885 году, вместе с Джоном С.Сарджентом, Стэнхоупом Форбсом и Фрэнком Брэмли, участвует в создании Нового английского художественного клуба. В 1887 году семья Готч переезжает в Ньюлин, где вновь встречается с Генри Тьюком, и где Уолтер Лэнгли и Сэмюэл Д.Бёрч организуют колонию художников (Ньюлинская школа). Готч здесь помогает в создании Художественной галереи Ньюлин, где члены колонии могут выставлять свои работы. В этот период творчества Готч пишет многочисленные пейзажи, преимущественно в реалистическом и постимпрессионистском стилях.
В 1891—1892 годах художник с женой совершают длительную поездку во Флоренцию. Это пребывание на родине искусства Ренессанса сильно повлияло на творческие воззрения Готча и ориентировало их в направлении живописи прерафаэлитов, а также символизма и романтизма. Сперва этот радикальный поворот натолкнулся на непонимание в художественной среде. Перелом в настроениях критики наступил в 1894 году, когда одна из работ художника была особо отмечена в The Times, и новые полотна Т. К. Готча в стиле прерафаэлитов и символистов получили всеобщее признание. На рубеже XIX—XX веков Готч становится одним из самых известных художников Англии, его полотна приобретаются многими музеями и галереями. Художник пишет портреты (приносящие ему наибольший доход), пейзажи, иллюстрирует книги. В 1911 году в Ньюкасле состоялась ретроспективная выставка работ Т. К. Готча. В 1920 — 1930-х годах он в своём творчестве всё чаще возвращается к реалистической живописи.

## Галерея

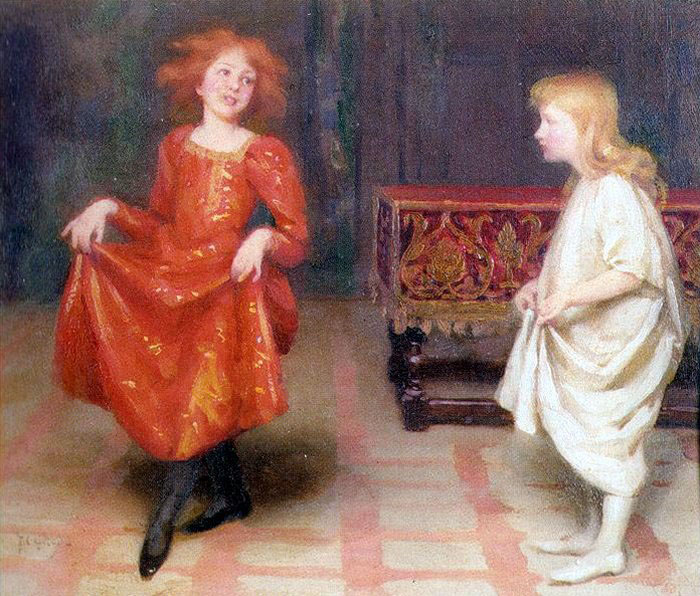
Урок танцев
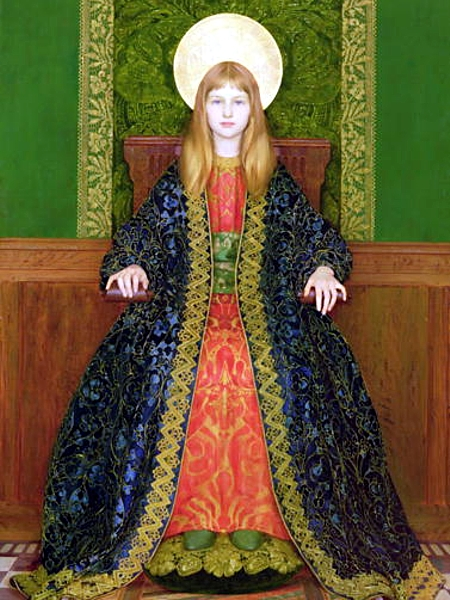
Царственное дитя (1894)
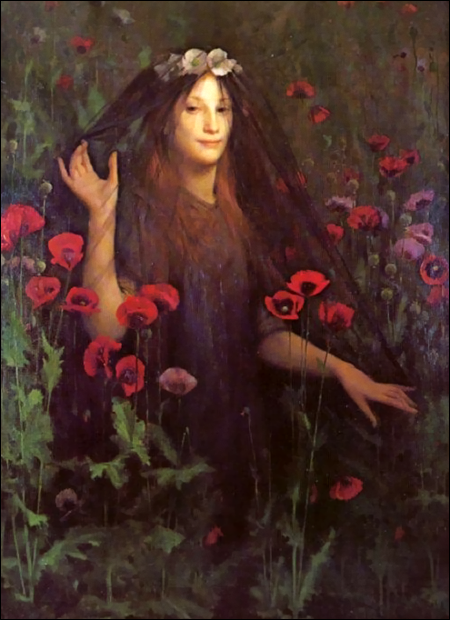
Смерть–невеста (1894/1895)
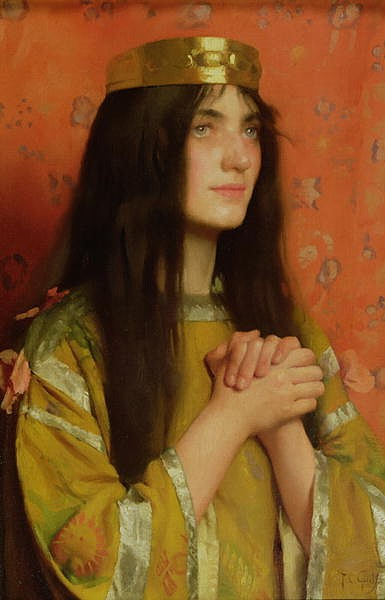
Королева Клотильда
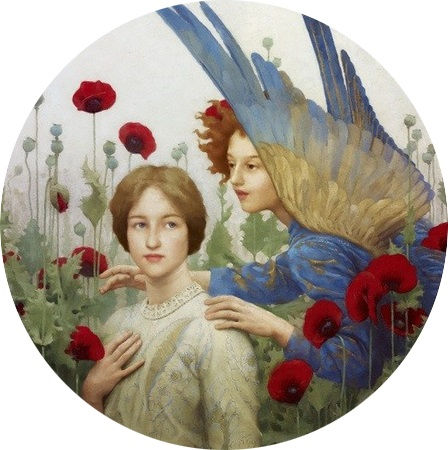
Послание (1903)
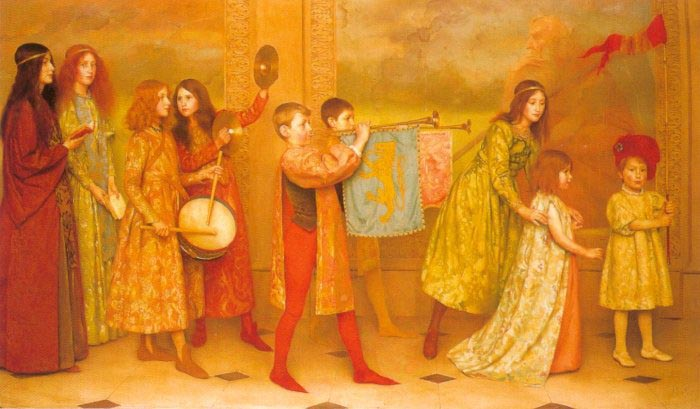
Маленькие пажи
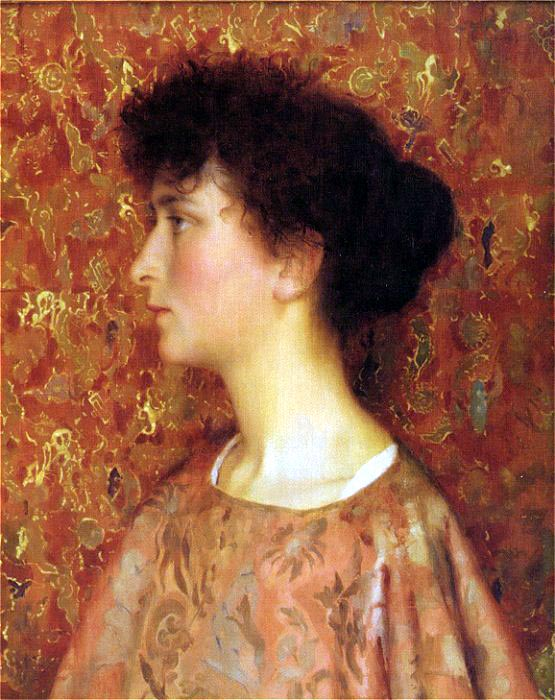
Портрет молодой женщины
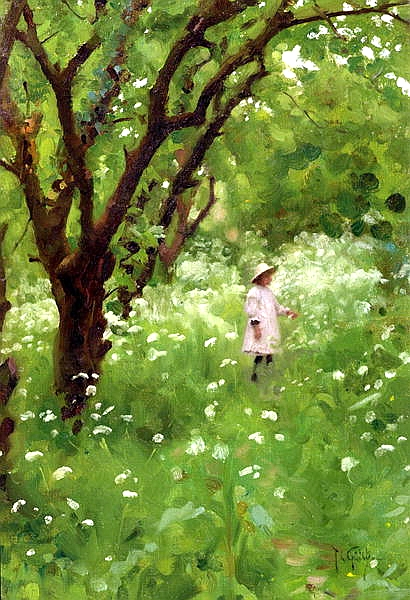
Фруктовый сад (1887)
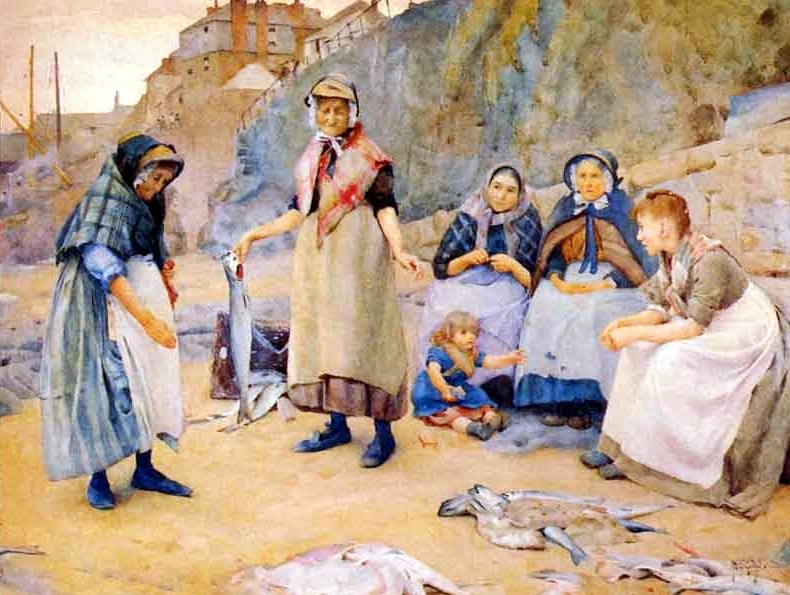
На чистке рыбы (1891)
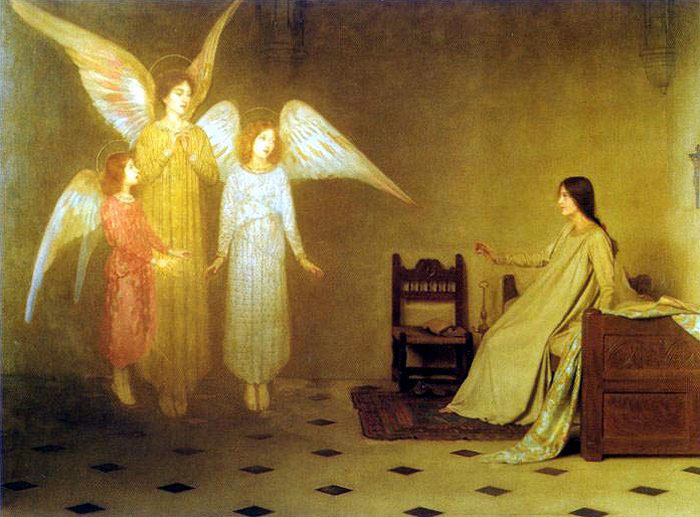
Пробуждение
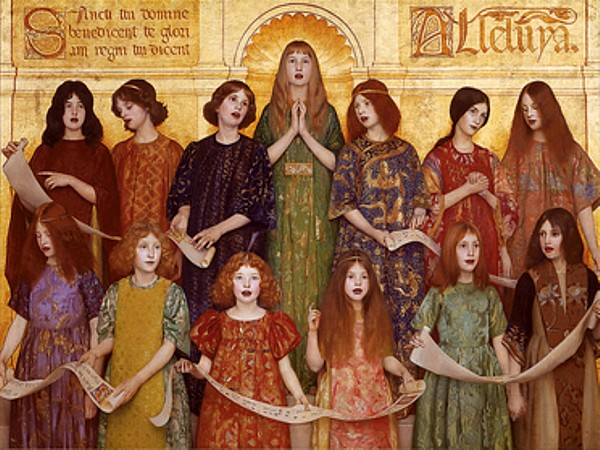
Аллилуйя (1896)
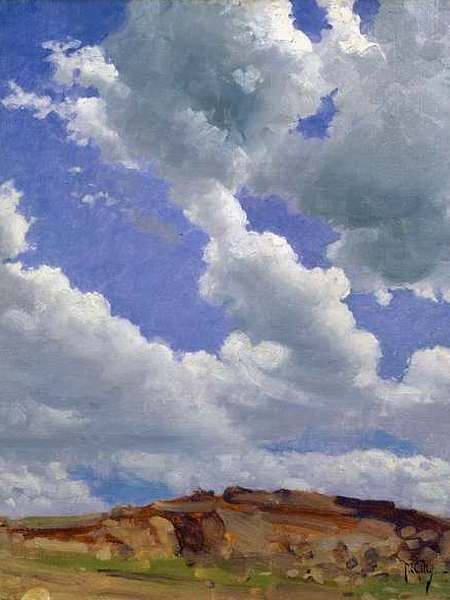
Облака